# Jumillera viridis
Jumillera viridis är en svampart som först beskrevs av Ferdinand Theissen, och fick sitt nu gällande namn av J.D. Rogers, Y.M. Ju & F. San Martín 1997. Jumillera viridis ingår i släktet Jumillera och familjen kolkärnsvampar.   Inga underarter finns listade i Catalogue of Life.